# Polymede (Tochter des Autolykos)
Polymede (altgriechisch Πολυμήδη Polymḗdē, auch Polymele, Polymela) ist eine Gestalt der griechischen Mythologie.
Sie war die Tochter des berühmten Diebes Autolykos, eines Sohnes des Hermes. Von Aison wurde sie Mutter des Argonautenführers Iason. Als Aisons Halbbruder Pelias die falsche Nachricht vom Scheitern des Argonautenzuges verbreitete, erhängte sich Polymede und ließ ihren noch unmündigen Knaben Promachos zurück.
Wie so oft bei den Legenden gibt es auch hier verwirrende Varianten. So ist die Mutter des Iason ebenfalls unter den Namen Polymele, Polypheme und Alkimede bekannt; Letztere gilt jedoch als Tochter des Phylakos und der Klymene.